# Eleccions generals de la República de la Xina de 2020
Les eleccions generals es van realitzar a la República de la Xina l'11 de gener de 2020 per elegir el president i els membres del Yuan Legislatiu. La presidenta Tsai Ing-wen va aconseguir la reelecció, amb un 57% dels vots, per a un mandat de quatre anys.